# Josep Maria Cadena
Josep Maria Cadena Catalán (Barcelona, 6 de septiembre de 1935) es un periodista y crítico de arte español.
Titulado por la Escuela Oficial de Periodismo (Madrid, 1958), ha practicado casi todos los géneros informativos y de opinión en prensa, radio y ocasionalmente televisión, pero preferentemente en los medios con soporte en papel. Redactor de la Agencia EFE en Barcelona entre 1960 y 1967, continuó en la misma cuando ingresó en el Diario de Barcelona en 1962, donde ejerció hasta 1976, primero como redactor y después como jefe de sección encargado de organizar la información local. Juntamente con Félix Tejada, y bajo el común seudónimo de Chaflán, realizó un comentario diario y destacó en la crítica municipal. A finales de 1969 le encargaron una sección dominical, que tituló ‘Gentes de Pluma y Lápiz’, que se mantuvo hasta el primer trimestre de 1975, en la que trató sobre periódicos satíricos, periodistas y dibujantes de prensa humorística que estaban olvidados por el gran público, y también se inició en la crítica de arte de las exposiciones de las galerías de Barcelona. Un trabajo suyo en cinco entregas en el Diario de Barcelona sobre el ‘Periodismo humorístico barcelonés en el siglo XIX’ le valió recibir el premio Mañé Flaquer de periodismo. Igualmente le ha sido otorgado el Premi Ciutat de Barcelona. Fue miembro fundador del Grup Democràtic de Periodistes y perteneció a las juntas directivas de la antigua Asociación de la Prensa de Barcelona y a las del actual Colegio de Periodistas de Cataluña.
Especializado en el dibujo humorístico en Cataluña, colaboró en los libros de Editorial Taber (1969-1979) sobre dibujos de Juan Gris, Nonell, Apa, Humbert y otros en el semanario Papitu, y redactó acepciones para la Gran Enciclopedia Catalana. Se inició en las monografías sobre artistas catalanes contemporáneos con una dedicada al pintor Ricart Serra (1973), y entre los autores que ha tratado figuran Daniel Argimón, Josep y Ramón Moscardó, Ignasi Mundó, Simó Busom, Lola Pons, Manuel Casals, Maria Antònia Soler, Antoni Vives Fierro y muchos otros, en un amplio abanico de estilos y tendencias. Ha publicado más de setenta títulos sobre temas de arte, biografías de pintores, escultores y dibujantes, así como trabajos de divulgación histórica.
Suscribió como director la documentación que facilitó la edición del diario Avui, el primero de difusión general en lengua catalana en Cataluña después de la guerra civil española, y fue subdirector del mismo, siendo Josep Faulí director, desde el primer número del 23 de abril de 1976 hasta diciembre de 1979. Fue profesor de escuelas de periodismo y de la Facultad de Ciencias de la Información de Bellaterra, donde impartió cursos sobre Historia del Periodismo Catalán.
Acabada su etapa en Avui, fue nombrado director de la Hoja del Lunes en su último periodo. En 1984 ingresó en calidad de redactor jefe en El Periódico de Catalunya, con el encargo de ocuparse de las relaciones exteriores del diario y, poco después, se le pidió que creara una sección de arte, en la que se juntaron información y juicios críticos. En 1995, la Generalidad de Cataluña le concedió la Premio Creu de Sant Jordi "por sus artículos mediante los cuales ha divulgado nuestra historia y nuestra cultura y por el espíritu incisivo y las novedades eruditas de sus críticas de arte”, y numerosos artistas y galeristas se juntaron para ofrecerle un amplio homenaje. Su actividad como crítico de arte en El Periódico de Catalunya se prolongó hasta el 2010, con una sección que llegó a publicarse cuatro veces a la semana, y en la que trató de las obras expuestas en galerías de más de tres mil artistas. Es miembro del Consell de la Informació de Catalunya, fundación que vela por la correcta aplicación del código deontológico de los periodistas de Cataluña, presidente de la Fundación Xavier Nogués y de la Fundación Gin, y forma parte de los patronatos de las fundaciones Rafael Benet, Salvador Alibau y Joan Capella.

## Obras
- Dia a dia, calendari de fets històrics catalans (Editorial Millà, 1983)
- Opisso (Editorial Nuevo Arte Thor, 1987)
- 505 fets bàsics de Catalunya (Edicions La Campana, 1989)
- Els alcaldes de Barcelona en caricatura (Edicions La Campana, 1991)
- Fets cabdals de la història de Catalunya (Galaxia Gutenberg, 1997)
- D'Ivori, la màgia de la il·lustració (Ayuntamiento de Barcelona, 1997)
- Paisatgistes Editado V.Coromina Depósito legal B-4657497
- Figures Editado por V.Coromina Depósito Legal GI-66-2000
- Interiors Editado por V.Coromina Depósito Legal GI-516/03
- Opisso (Colección Petritxol Ocho, 2003)
- El dibuix a Catalunya: 100 dibuixants que cal conèixer (Editorial Pòrtic, 2004)
- El Perich, humor sin concesiones (Ediciones El Jueves, 2005)
- Opisso 1903-1912, els dibuixants del ¡Cu-Cut! (Àmbit, 2013)[5]